# Libertador (paroisse civile)
Pour les articles homonymes, voir Libertador.
Libertador est l'une des quatre divisions territoriales et statistiques dont l'une des trois paroisses civiles de la municipalité de Pedro María Freites dans l'État d'Anzoátegui au Venezuela. Sa capitale est Mundo Nuevo.

## Géographie

### Démographie
Hormis sa capitale Mundo Nuevo, la paroisse civile possède plusieurs localités, dont :
- Alto Barrieño
- Cambural
- El Bucare
- La Piedra
- Mata Redonda
- Mundo Nuevo